# Památník Divočák pět centýřů
Památník Divočák pět centýřů, polsky Pamatnik Dzik 5 Cetnarów, je bludný balvan a památník kapitálního úlovku divokého prasete. Památník se nachází u silnice na ulici Zakazana v Rudských lesích ve gmině Kuźnia Raciborska v okrese Ratiboř ve Slezském vojvodství v jižním Polsku. Kanec vážící 5 centýřů zde byl uloven dne 15. listopadu 1780.

## Další informace
Na místo byl přivezen bludný balvan z okolí s nápisem připomínajícím tuto událost. Místo je celoročně volně přístupné.